# Бої за Вапнярку
Бої за утримання Вапнярки — одна з найвідоміших подій радянсько-української війни. Бої точились навколо залізничної станції Вапнярка 26—27 липня 1919 року і закінчились перемогою 3-ї дивізії армії УНР, під командуванням полковника Олександра Удовиченка. За вдало проведену операцію  дивізію офіційно було названо «Залізною».

## Перебіг боїв
Починаючи з 26 липня 3-тя дивізія самостійно вела бої за контроль над Вапнярським залізничним вузлом. 
Полковник Олександр Удовиченко, аби випередити атаку червоних, що гуртувалися з метою розбити дивізію, 26-го липня перейшов у наступ. Після добового затятого бою, розбив червоні частини у районі сіл Вербова—Журавлівка і відкидає їх у напрямку Тульчину. На станції Журавлівка вдалося захопити багато паротягів і ешелони з майном та амуніцією.
27 липня більшовики з боку станції Крижопіль (Одеський напрямок) рішуче атакували 3-тю дивізію, яка встигла повернути фронт на південь. Розгорілись завзяті бої, що тривали до ранку 31 липня.
Червоні частини проривались на північ, до Вапнярки, для з'єднання з тими частинами, що відійшли на північний схід. Але невдало. Удовиченко зміг стримати наступ червоних і перейшов до рішучого наступу. Ворога розбито й відкинуто далеко на південь, приблизно на фронт Рудниця—Вільшанка—Ямпіль.
Доповідь Удовиченка про бої за 28 липня:

Копія, з Томашполя, військова 28.VII. Негайно Наштадарму Дієвої.
Оперативний звіт на 23 години 28.VII. Мапа три верстви в дюймі.
За минулу добу дивізія перебувала в тяжких боях, в ніч з 27 на 28 цього липня ворог вчинив нічну атаку на ст. Вапнярка з лісу, що на схід від цієї станції. Розпочався тяжкий нічний бій з переважаючими силами ворога. 2-й і 3-й курені 9-го пішого стрілецького полку, під керуванням старшини куреня Чміля, які займали станцію, стійко відбивалися.
Самий вокзал переходив чотири рази з рук до рук, бій провадився виключно рукопаш і гранатами. На 24 годину 27 липня ми мусіли залишити станцію Вапнярку через переважність сил ворога. Але на світанку 28 липня ми знову перейшли в контрнаступ і, розбивши ворога, зайняли станцію Вапнярку. Ворог на одному тільки двірці втратив 28 забитих; у нас забитий ручною гранатою командир 8 сотні і 8 козаків 9-го полку. Командир куреня легко ранений в обличчя. Одночасно ворог повів наступ на 7-й Синій полк, що боронив село Вербове, але зазнавши втрат, відступив. Синій полк мав втрати, головним головним чином раненими.
28 цього липня о 12 год. дня 7-й Синій полк і частина 9 стрілецького полку знову відбили атаку ворога на село Вербове з боку Крижополя. О 16-й годині ворог знову заатакував село Вербове, але наші частини перейшли в контратаку і на плечах розбитого ворога вдерлися в село Крижопіль, яке обсадили. Ворог відступив на полустанок Княже. В нас тяжко ранено командира 1-го куреня 7 Синього полку, одного сотенного командира, і забито кілька старшин і багато козаків.
Чота 1-ї батерії 8-го гарматного полку, перебуваючи на позиції в передовій лінії, своїм вогнем допомогла піхоті і кілька разів відбила ворожий панцерний потяг, чота втратила двох забитими і одного раненим козаків. До пізньої ночі на різних відтинках цього фронту точився бій. Тяжкість бою збільшував дощ. На відтинку Марківка — Савчине ворог цілий день вів наступ на 8-й Чорноморський полк, але ж усюди був збитий. Частини дивізії ведуть уже 4-й день безперервний бій і страшенно втомилися. Почувається великий брак набоїв. Проти дивізії, з допиту полонених та огляду забитих, виявлено такі ворожі частини: 54, 399 совєтські полки, учебний Одеський батальйон, 1, 2, 3 і 4 Басарабські полки і ще деякі частини, назви яких точно ще не встановлено. Надвечір розвідка донесла про рух колон ворога з боку Тульчина на ст. Вапнярка. Кидається у вічі стійкість, виявлювана ворогом і гарне озброєння та одяг козаків. Деякі частини ворога були в шлемах-касках.
До 28 липня вже відкрито на фронті дивізії 12-ту частину. Розвідка не може виявити, коли ж, нарешті, припиниться підвіз нових сил ворога, коли зменшиться підвіз його резерв.